# Cottapistus
Genre
Cottapistus est un genre de poisson de la famille des Scorpaenidae.

## Liste des espèces
Selon World Register of Marine Species (22 janv. 2017) :
- Cottapistus cottoides (Linnaeus, 1758)
- Cottapistus scorpio (Ogilby, 1910)

Selon FishBase (22 janv. 2017) et ITIS (22 janv. 2017) :
- Cottapistus cottoides (Linnaeus, 1758)